# Hans-Günter Bruns
Hans-Günter Bruns (Mülheim an der Ruhr, 15 novembre 1954) è un allenatore di calcio, dirigente sportivo ed ex calciatore tedesco, di ruolo difensore o centrocampista, tecnico dell'Alstaden.

## Carriera

### Giocatore

#### Club
Iniziò la carriera con lo Schalke 04, con cui giocò per tre stagioni prima di andare a fare esperienza in Zweite Bundesliga con il Wattenschied 09. Nel 1978 fu acquistato dal Borussia Mönchengladbach dove giocò sino al 1990, a parte la breve parentesi di un anno in prestito al Fortuna Düsseldorf.
Giocò per quasi due decenni in Bundesliga, collezionando 366 presenze e segnando 63 gol.

#### Nazionale
Nel 1984 indossò in 4 partite la maglia della Nazionale.
Ha in seguito intrapreso la carriera da allenatore, e nel 2006 ha condotto il Rot-Weiss Oberhausen alla promozione in Regionalliga.

## Statistiche

### Cronologia presenze e reti in nazionale
| Cronologia completa delle presenze e delle reti in nazionale ― Germania Ovest | Cronologia completa delle presenze e delle reti in nazionale ― Germania Ovest | Cronologia completa delle presenze e delle reti in nazionale ― Germania Ovest | Cronologia completa delle presenze e delle reti in nazionale ― Germania Ovest | Cronologia completa delle presenze e delle reti in nazionale ― Germania Ovest | Cronologia completa delle presenze e delle reti in nazionale ― Germania Ovest | Cronologia completa delle presenze e delle reti in nazionale ― Germania Ovest | Cronologia completa delle presenze e delle reti in nazionale ― Germania Ovest |
| Data                                                                          | Città                                                                         | In casa                                                                       | Risultato                                                                     | Ospiti                                                                        | Competizione                                                                  | Reti                                                                          | Note                                                                          |
| ----------------------------------------------------------------------------- | ----------------------------------------------------------------------------- | ----------------------------------------------------------------------------- | ----------------------------------------------------------------------------- | ----------------------------------------------------------------------------- | ----------------------------------------------------------------------------- | ----------------------------------------------------------------------------- | ----------------------------------------------------------------------------- |
| 29-2-1984                                                                     | Bruxelles                                                                     | Belgio                                                                        | 0 – 1                                                                         | Germania Ovest                                                                | Amichevole                                                                    | -                                                                             | 46’ ?’                                                                        |
| 28-3-1984                                                                     | Hannover                                                                      | Germania Ovest                                                                | 2 – 1                                                                         | Unione Sovietica                                                              | Amichevole                                                                    | -                                                                             |                                                                               |
| 18-4-1984                                                                     | Strasburgo                                                                    | Francia                                                                       | 1 – 0                                                                         | Germania Ovest                                                                | Amichevole                                                                    | -                                                                             |                                                                               |
| 12-9-1984                                                                     | Düsseldorf                                                                    | Germania Ovest                                                                | 1 – 3                                                                         | Argentina                                                                     | Amichevole                                                                    | -                                                                             |                                                                               |
| Totale                                                                        |                                                                               | Presenze                                                                      | 4                                                                             |                                                                               | Reti                                                                          | 0                                                                             |                                                                               |

## Palmarès
- Coppa UEFA: 1

Borussia M'gladbach: 1978-1979
- Coppa di Germania: 1

Fortuna Düsseldorf: 1979-1980